# No Tears
No Tears est un groupe de cold wave français, originaire de Paris. Trois ans après sa création, le groupe publie son premier album studio, intitulé Borderline, au label Str8line Records, qui est bien accueilli par la presse locale. Il est suivi, quatre ans plus tard, en 2008, par un deuxième album, intitulé Obsessions. Un troisième album studio, Fragments, est publié en 2010.

## Biographie
Passionné par la new wave et par le rock anglais des années 1980, Paul Fiction (clavier, guitare, programmation) initie un nouveau projet pendant l'automne 2001 avec un ami guitariste puis avec le bassiste Vincent K.. La nouvelle formation adopte le nom No Tears, en référence à une chanson du groupe Tuxedomoon. L'arrivée en 2003 de Kristian Dernoncourt (basse/chant) complète le noyau du groupe qui prend une orientation plus cold wave, et commence l'enregistrement de son premier album, combinant des titres composés en 2002-2003 et des inédits de Bunker Strasse, l'ancien groupe de Kristian.
Borderline sort en décembre 2004 sur Str8line Records, l'album est bien accueilli par la presse spécialisée,,,,,,. Depuis, le groupe figure régulièrement sur des compilations françaises et internationales, reprenant des titres des albums, des inédits, ainsi que des reprises enregistrées pour l'occasion.
La formation évolue en 2006, gagne en cohésion, et commence à partager l'affiche avec des vétérans de la scène indépendante française comme Charles de Goal, Guerre Froide ou encore Babel 17. En parallèle, le groupe enregistre un album-concept, et en confie le mixage à Jean Taxis (Norma Loy, Little Nemo, Complot Bronswick). L'album, intitulé Obsessions, est publié en février 2008 sur Str8line Records, et renforce la crédibilité du groupe,, qui commence à jouer hors de France (Italie, Belgique), partageant l'affiche avec entre autres Neon, Theatre of Hate et Frustration.
Fin 2009, Vincent K quitte le groupe et rejoint Babel 17. En 2010, le groupe publie l'album Fragments enregistré entre Bruxelles et Paris, et mixé à Liège au Studio L'air. Une édition vinyle, CD, mp3 baptisée O.V.N.I. (Objet Vinylique Numérique Intégré) sort une nouvelle fois sur Str8line Records. À la suite de plusieurs départs, le groupe est recentré sur le duo Paul/Kristian et reprend la scène épaulé par Marc Deprez et Laurent Loddewijckx du groupe The Names.
À la suite de cette tournée, le groupe est mis en sommeil. En 2016, l'album Live Vision renfermant des enregistrements de la tournée Obsessions est publié sur Str8line Records. Depuis, Paul se consacre principalement à la production et à son nouveau groupe This Grey City tandis que Kris a réactivé son ancien groupe Modèle Martial.

## Membres

### Membres actuels
- Paul Fiction - claviers, guitare, programmations
- Kristian D - basse, chant

### Anciens membres
- Laurent Loddewijckx - batterie live (2011)
- Marc Deprez - guitare live (2010-2011)
- D_Lex - guitare (2006-2010)
- Rodolphe Guillard - basse (2009-2010)
- Dadyoshi - batterie live (2009)
- Vincent K. - basse, guitare (2001-2009)
- Olivier Rhein - batterie (2006-2008)
- Fernando Million - batterie (2004-2006)
- Dominique Oudiou (ex-Neutral Project) - guitare (2003-2006)

## Discographie

### Albums studio
- 2004 : Borderline (Str8line Records)

1. Void
2. Night Effect
3. Prisoner
4. 16 Years
5. Sade
6. Tears
7. Mauvaise farce
8. Madness
9. Feast
10. L'Amour froid

- 2008 : Obsessions (Str8line Records)

1. Afraid Of
2. Joie minimale
3. Possession
4. A Wonderful Day
5. Réincarnation
6. Paradoxe
7. Sabbat
8. 12 Drummers Drumming
9. In[can]décence

- 2010 : Fragments (Str8line Records)

1. Brutal Killing
2. La Foule sage
3. Noomo De Xut
4. Irréelle
5. Distance du silence
6. She's Lost Control
7. Your White Face With The Red Lips
8. Miroirs Underground
9. The Last Day Of Joy

### Albums live
- 2016 : Live Vision (Str8line Records)

1. Intro (Le Klub version)
2. Void
3. Paradoxe
4. Possession
5. Afraid Of
6. The Last Day Of Joy
7. Robert's Eyes
8. Your White Face With The Red Lips
9. 12 Drummers Drumming
10. Feast
11. Senso
12. J'Appelle
13. A Wonderful Day
14. L'Amour froid
15. Burnt Offerings
16. In[can]décence

### Compilations
- 2002 : Str8line #2 (promo CD sampler) (Str8line Records)

1. Hole In Time (inédit)
2. Brightness (inédit)

- 2005 : New Dark Age vol.3, CD Strobelight Records

1. Night Effect

- 2006 : Movement One vol.1, CD Str8line Records

1. Robert's Eyes (inédit)

- 2007 : Goth is What You Make It vol.6, CD Batbeliever

1. Prisoner

- 2008 : Poisoned Dead Frogs, Manic Depression

1. Senso

- 2008 : Movement One vol.2, CD Str8line Records

1. Your White Face With The Red Lips (inédit)

- 2008 : Elegy n°54, CD Sampler Elegy Magazine

1. 12 Drummers Drumming

- 2008 : Crawling Tunes Vol.3, DVD Sampler Crawling Tunes Magazine

1. 12 Drummers Drumming
2. Possession (video clip inédit)

- 2008 : Only Theatre Of Pain Tribute, CD Alone Production

1. Burnt Offerings (inédit)

- 2009 : Expositions - Tribute to Charles de Goal, CD Str8line Records, Self-Control, Brouillard Définitif

1. Retour Au Dancing (inédit)

- 2010 : Transmission - 30 years with(out) Ian Curtis, CD Infrastition

1. She's Lost Control

- 2011 : Sans Pleur 1, CD Str8line Records

1. In[can]décence
2. Prisoner (called Troy) Execution Mix